# Lodovico Contarini
Lodovico Alvise Contarini (... – Venezia, 16 novembre 1508) è stato un patriarca cattolico italiano.

## Biografia
Entrato diciassettenne nella congregazione dei Canonici regolari di San Giorgio in Alga, ne fu in seguito più volte priore generale.
Mentre ricopriva il ruolo di priore del monastero della Madonna dell'Orto, appartenente all'Ordine, il 19 maggio del 1508 venne eletto dal Senato veneziano patriarca di Venezia, elezione confermata da papa Giulio II il seguente 7 giugno. Consacrato vescovo il 24 agosto, morì dopo pochi mesi, il 16 novembre, trovando sepoltura nella succitata chiesa della Madonna dell'Orto.

## Genealogia episcopale
La genealogia episcopale è:
- Arcivescovo Stefano Taleazzi
- Patriarca Lodovico Contarini, C.R.S.G.A.